# Psyclon Nine
Psyclon Nine – grupa muzyczna uformowana w 2000 roku w San Francisco, grająca połączenie muzyki dark electro z black metalem i muzyki industrialnej. We wczesnej fazie twórczości ich muzyka była klasyfikowana jako aggrotech, ich najnowsze osiągnięcia muzyczne czerpią wiele z black metalu, przez co ich brzmienie jest bardziej skomplikowane. Zespół zawiesił swoją działalność w 2010 roku z powodu problemów ich wokalisty z uzależnieniem. W listopadzie 2011 roku grupa ogłosiła oficjalny powrót.

## Muzycy

### Aktualni członkowie
- Nero Bellum - śpiew (od 2000)
- Tim Skold - gitara
- Rotny Ford - gitara, syntezatory, sample (były członek, przywrócony 2008)
- Jon Siren − perkusja (od 2008)

### Byli członkowie
- Daniel Columbine - gitara, gitara basowa
- Eric Gottesman - syntezator, gitara basowa
- Josef Heresy − gitara elektryczna
- Dr Sevin - syntezator, sampler
- Daniel Fox - perkusja
- Filip Abbey - gitara basowa, gitara (2005-2007 - perkusja; 2009 - gitara basowa)

## Kontrowersje
W wywiadach członkowie zespołu mówią, iż często zarzuca się im propagowanie nazizmu, głównie dlatego, że nazwa zespołu pochodzi od nazwy gazu bojowego używanego przez nazistów podczas Holocaustu: Cyklonu B. Nero na te zarzuty odpowiada: "Ludzie którzy uważają, że jesteśmy nazistami są idiotami, nie chcę by tacy ludzie słuchali naszej muzyki.". Zarzuty o antysemityzm członkowie zespołu kontrargumentują faktem, iż jeden z założycieli zespołu - Eric Gottesman - jest z pochodzenia Żydem, a ich piosenka - Requiem for the Christian Era - zawiera słowa hebrajskiej modlitwy.

## Dyskografia
- Divine Infekt (2003)
- INRI (2005)
- Crwn Thy Frnicatr (2006)
- We the Fallen (2009)
- Order Of The Shadow: Act I (2013)
- Icon Of Adversary (2018)
- Less To Heaven (2022)
- And Then Oblivion (2025)